# Kejsaren av Atlantis

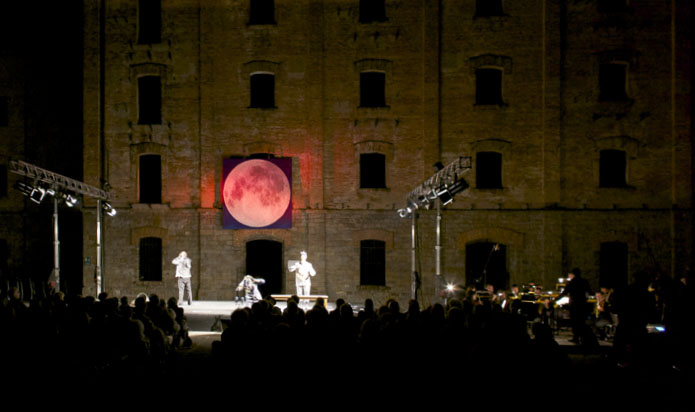
Der Kaiser von Atlantis, oder die Tod-Verweigerung, Triest 2012

Kejsaren av Atlantis, (tysk originaltitel Der Kaiser von Atlantis), är en opera i en akt av Viktor Ullmann (op. 49), med libretto av Peter Kien, komponerad 1943 i nazisternas koncentrationsläger Theresienstadt i nuvarande Tjeckien. Operan har den tyska undertiteln Die Tod-Verweigerung, ungefär Dödens vägran.En alternativ undertitel är Der Tod dankt ab - Döden abdikerar.

## Verkets tillkomst
Såväl operans upphovsmän som de musiker och sångare som den skrevs för var fångar i koncentrationslägret och hörde till det modell-getto, som Nazityskland använde sig av i sin propaganda, för att vända världens ögon från förintelselägren. (Dock: mer än 30 000 beräknas ha mördats i Theresienstadt.) Fångarna, varav många var framstående musiker och konstnärer, tilläts visst egenbestämmande och lägret präglades av ett aktivt kulturliv. 
Kejsaren av Atlantis är skriven utifrån koncentrationslägrets tillgång till musiker och sångare – sju röster och tretton instrument, däribland altsaxofon, harmonium, cembalo och banjo. Operan färdigställdes i början av 1944, och repeterades under sommaren. Enligt berättelser från överlevare från förintelsen var verket nästan klart att uppföras när SS-representanter besökte en av de sista repetitionerna och avbröt projektet. Huvudpersonen Kejsare Overall hade klara likheter med Hitler.
Lägerfångarnas relativa frihet upphörde kort därefter. Efter en Rödakorsinspektion 23 juni 1944 ansåg nazisterna att lägrets pseudohumanistiska kuliss hade spelat ut sin roll, och under hösten deporterades nästan alla fångar vidare till Auschwitz. Ullmann dog i gaskamrarna, förmodligen kort efter ankomsten, men partituret till Kejsaren av Atlantis och flera andra verk av honom bevarades genom en vän som överlevde förintelsen.
Kejsaren av Atlantis räknas som Viktor Ullmanns viktigaste verk. Verket uruppfördes i bearbetad form i Amsterdam 1975. En originalmanuskriptet mer trogen uppsättning gjordes för första gången på Neuköllner Oper Berlin 1989. Flera inspelningar har gjorts på CD. Den första är från 1993 och ingår i Deccas serie Entartete Musik med musik som motarbetades av nazisterna.
2001 sattes operan upp av Operahögskolan i Stockholm på Vasan och i Södertälje i en översättning av Iwar Bergkwist och regi av Nils Spangenberg.

## Handling
Första scenen
I operans början har Kejsaren av Atlantis isolerat sig i sitt palats ”för att kunna regera bättre”. Döden och Harlekin (som representerar livet) beklagar sig gemensamt över de svåra tider som råder. Kejsarens sändebud anländer och meddelar att kejsaren förklarar ”ett stort och välsignat krig, alla-mot-alla.” I uttalandet deklarerar kejsaren att Döden är hans ” trogna vapendragare” vilket gör Döden mycket uppretad. Han bestämmer sig för att strejka: ingen människa ska längre kunna dö.
Andra scenen
Kejsaren sitter i sitt palats. Via telefon får han information om att en avrättning är utförd, men att den avrättade lever. Det visar sig också att tusentals soldater på slagfälten är dödligt skadade, men inte kan dö. ’’De kämpar för livet för att dö’’ som karaktären Högtalaren beskriver situationen (ty: ’’Tausende ringen mit dem Leben, um sterben zu Können.’’)
Tredje scenen
En manlig och kvinnlig soldat (Bubikopf) möts i duell på slagfältet. Ingen av dem lyckas döda den andre. Till slut förälskar de sig i varandra.
Fjärde scenen
Döden uppenbarar sig i Kejsarens spegel. Han går med på att återinträda i tjänst, på villkor att Kejsaren blir hans första offer. Kejsaren accepterar till slut erbjudandet. Kriget tar slut.

## Roller
- Kejsare Overall (baryton)
- Döden (basbaryton)
- Harlekin (Pierrot i vissa versioner) (tenor)
- Högtalaren (bas)
- Trumslagaren (mezzosopran)
- En soldat (tenor)
- En flicka, Bubikopf (sopran)
- Två kvinnliga dansare